# Aaron Berechja di Modena
Aaron Berechja di Modena († 1639) war ein italienischer Kabbalist der Neuzeit, bekannt vor allem für sein 198 Kapitel umfassendes sefer maabar jabboq, „Buch des Jabbokübergangs“ (Mantua 1626 u. ö.), nach Gen 32, das zu seiner Zeit – auch in Auszügen – weit verbreitet war. Es liefert vor allem Interpretationen und teilweise recht drastische Beschreibungen von Krankheit, Sterben und Verwesungsprozess im Grab, die als Buß- und Sühnegeschehen präsentiert werden, sowie mystische Ausdeutungen der Trauerbräuche.